# World Athletics Continental Tour 2021

Logo von World Athletics

Die World Athletics Continental Tour 2021 war eine Reihe von Leichtathletikveranstaltungen, die vom Leichtathletikweltverband World Athletics in drei Katerogorien (Gold, Silber und Bronze) eingeteilt wurden.

## Veranstaltungskalender
| Datum      | Veranstaltung                                                  | Stadion                               | Label  |
| ---------- | -------------------------------------------------------------- | ------------------------------------- | ------ |
| 06.02.     | Christchurch International Track Meet Christchurch             | Nga Puna Wai Sports Hub               | Bronze |
| 27.02.     | Sir Graeme Douglas International Auckland                      | Douglas Track & Field                 | Bronze |
| 11.03.     | Canberra Track Classic Canberra                                | AIS Athletics Track                   | Bronze |
| 13.03.     | Sydney Track Classic Sydney                                    | Sydney Olympic Park Aquatic Centre    | Bronze |
| 27.03.     | Queensland Track Classic Brisbane                              | Queensland Sport and Athletics Centre | Silber |
| 03.04.     | USATF Sprint Summit Prairie View                               |                                       | Silber |
| 10.04.     | Miramar Invitational Miramar                                   | Ansin Sports Complex                  | Silber |
| 23./24.04. | Drake Relays Des Moines                                        | Drake Stadium                         | Silber |
| 24.04.     | USATF Grand Prix Eugene                                        | Hayward Field                         | Gold   |
| 29.04.     | Mikio Oda Memorial Athletics Meet Hiroshima                    | Mazda Zoom-Zoom Stadium               | Bronze |
| 03.05.     | Shizuoka International Athletics Meet Fukuroi                  | Shizuoka-Ecopa-Stadion                | Bronze |
| 09.05.     | Ready Steady Tokyo - Athletics Tokio                           | Nationalstadion                       | Gold   |
| 09.05.     | USATF Golden Games Walnut                                      | Hilmer Lodge Stadium                  | Gold   |
| 14./15.05. | Irvine Track Meet Irvine                                       |                                       | Bronze |
| 18.05.     | USATF Open Fort Worth                                          |                                       | Bronze |
| 19.05.     | Ostrava Golden Spike Ostrava                                   | Městský stadion – Vítkovice Aréna     | Gold   |
| 21.05.     | „Anhalt 2021“ Dessau-Roßlau                                    | Paul-Greifzu-Stadion                  | Bronze |
| 22.05.     | USATF Throws Fest Tucson                                       | Roy P. Drachman Stadium               | Silber |
| 22.05.     | Meeting Jaén Paraíso Interior Andújar                          | Polideportivo Municipal               | Bronze |
| 23.05.     | Adidas Boston Boost Games Boston                               | Innenstadt                            | Gold   |
| 23.05.     | Internationales Pfingstsportfest Rehlingen Rehlingen-Siersburg | Bungertstadion                        | Bronze |
| 25.05.     | USATF Invitational Prairie View                                |                                       | Silber |
| 29./30.05. | Chula Vista Field Fest Chula Vista                             |                                       | Bronze |
| 29./30.05. | Venizelia Chania                                               | Nationalstadium                       | Bronze |
| 31.05.     | Duval County Challenge Jacksonville                            | Hodges Stadium                        | Bronze |
| 01.06.     | Michitaka Kinami Memorial Athletics Meet Osaka                 | Nagai Stadium                         | Bronze |
| 01.06.     | Meeting International de Montreuil Frankreich                  | Stade des Grands Pêchers              | Bronze |
| 02.06.     | P-T-S Meeting Šamorín                                          | X-Bionic Sphere                       | Silber |
| 02.06.     | Göteborg Friidrott GP Göteborg                                 | Slottsskogsvallen                     | Bronze |
| 03.06.     | Meeting Iberoamericano Huelva                                  | Estadio Iberoamericano                | Bronze |
| 05.06.     | NACAC New Life Invitational Miramar                            | Ansin Sports Complex                  | Silber |
| 05.06.     | Hungarian GP Series Tatabánya Tatabánya                        | Grosics Gyula Stadion                 | Bronze |
| 06.06.     | FBK Games Hengelo                                              | Fanny-Blankers-Koen-Stadion           | Gold   |
| 06.06.     | USATF Showcase Prairie View                                    |                                       | Silber |
| 06.06.     | Denka Athletics Challenge Cup Niigata                          | Denka Big Swan Stadium                | Bronze |
| 06.06.     | Music City Track Carnival Nashville                            |                                       | Bronze |
| 07.06.     | Memoriál Josefa Odložila Prag                                  | Stadion Juliska                       | Bronze |
| 07./08.06. | Paavo Nurmi Games Turku                                        | Paavo-Nurmi-Stadion                   | Gold   |
| 08.06.     | Copenhagen Athletics Games Kopenhagen                          | Østerbro Stadion                      | Bronze |
| 09.06.     | Meeting de Marseille Marseille                                 | Stade Delort                          | Bronze |
| 12.06.     | AtletiCAGenève Genf                                            | Centre sportif du Bout-du-Monde       | Bronze |
| 13.06.     | Sollentuna GP Sollentuna                                       | Sollentunavallen                      | Bronze |
| 14.06.     | Filothei Women Gala Athen                                      | Filothei Stadium                      | Silber |
| 15.06.     | Kladno hází a Kladenské memoriály Kladno                       | Městský stadion Sletiště              | Bronze |
| 18./19.06. | Meeting Madrid Madrid                                          | Estadio Vallehermoso                  | Silber |
| 19./20.06. | Qosanov Memorial Almaty                                        | Zentralstadion Almaty                 | Bronze |
| 20.06.     | Memoriał Janusza Kusocińskiego Chorzów                         | Stadion Śląski                        | Silber |
| 22.06.     | Karlstad GP Karlstad                                           | Tingvalla IP                          | Bronze |
| 26.06.     | Kuortane Games Kuortane                                        | Kuortaneen keskusurheilukenttä        | Bronze |
| 27.06.     | #True Athletes Classics Leverkusen                             | Stadion Manfort                       | Bronze |
| 29.06.     | Spitzen Leichtathletik Luzern                                  | Stadion Allmend                       | Silber |
| 29.06.     | La Classique D'athlétisme De Montréal Montreal                 | Complexe sportif Claude-Robillard     | Bronze |
| 30.06.     | Memoriał Ireny Szewińskiej Bydgoszcz                           | Zdzisław-Krzyszkowiak-Stadion         | Gold   |
| 30.06.     | Meeting International de la Province de Liège Lüttich          | Stade Naimette-Xhovémont              | Bronze |
| 03.07.     | Nacht van de Atletiek Heusden-Zolder                           | Stadium De Veen                       | Bronze |
| 05.07.     | Meeting Stanislas Nancy Nancy                                  | Stade Raymond Petit                   | Bronze |
| 05./06.07. | Gyulai István Memorial Székesfehérvár                          | Bregyó Athletic Center                | Gold   |
| 11.07.     | Meeting International de Sotteville Sotteville-lès-Rouen       | Stade Sottevillais 76                 | Bronze |
| 14./15.08. | Ed Murphey Classic Memphis                                     | Christian Brothers HS High School     | Bronze |
| 21.08.     | CITIUS Meeting Bern                                            | Stadion Wankdorf                      | Bronze |
| 24.08.     | Hungarian GP Series Budapest Budapest                          | Lantos Mihály Sportközpont            | Bronze |
| 31.08.     | Palio Città della Quercia Rovereto                             | Stadio Quercia                        | Silber |
| 05.09.     | Memoriał Kamili Skolimowskiej Chorzów                          | Stadion Śląski                        | Gold   |
| 05.09.     | Meeting Città di Padova Padua                                  | Stadio Colbachini                     | Bronze |
| 12.09.     | ISTAF Berlin Berlin                                            | Olympiastadion Berlin                 | Silber |
| 13./14.09. | Hanžeković Memorial Zagreb                                     | Sportski Park Mladost                 | Gold   |
| 14.09.     | Galà dei Castelli Bellinzona                                   | Stadio Comunale                       | Silber |
| 18.09.     | Kip Keino Classic Nairobi                                      | Nyayo National Stadium                | Gold   |
| 18.09.     | Trond Mohn Games Bergen                                        | Fana Stadion                          | Bronze |